# Pico Viejo
Pico Viejo o Montaña Chahorra es un volcán situado en la isla de Tenerife ―Canarias, España―. Constituye el segundo pico más alto de Tenerife y de Canarias tras el Teide, con una altura de 3129 metros sobre el nivel del mar. Pico Viejo y el Teide son las dos únicas montañas canarias que sobrepasan los 3000 metros de altitud. Ambas se encuentran dentro del perímetro del parque nacional del Teide.

## Descripción
Este edificio forma parte del complejo volcánico Teide-Pico Viejo, que comenzó su formación hace aproximadamente 200 000 años en el centro de la isla. Su cráter, de unos 800 metros de diámetro, es uno de los cráteres satélites que se reparten alrededor del Teide.

## Historia
En el año 1798 entró en erupción y constituyó las llamadas Narices del Teide. Esta erupción fue la última de las acaecidas dentro de los límites del parque nacional del Teide y la de mayor duración de las erupciones históricas de Tenerife, arrojando material volcánico durante tres meses.
Tanto Montaña Chahorra como el Teide son dos referentes dentro de la mitología guanche, al ser consideradas por los pobladores de Tenerife como enclaves asociados a las divinidades. Espacio de culto antiguo y testigo mudo del presente, es hoy para los tinerfeños un lugar no sólo de gran valor natural, sino también histórico patrimonial.[cita requerida]

## Galería

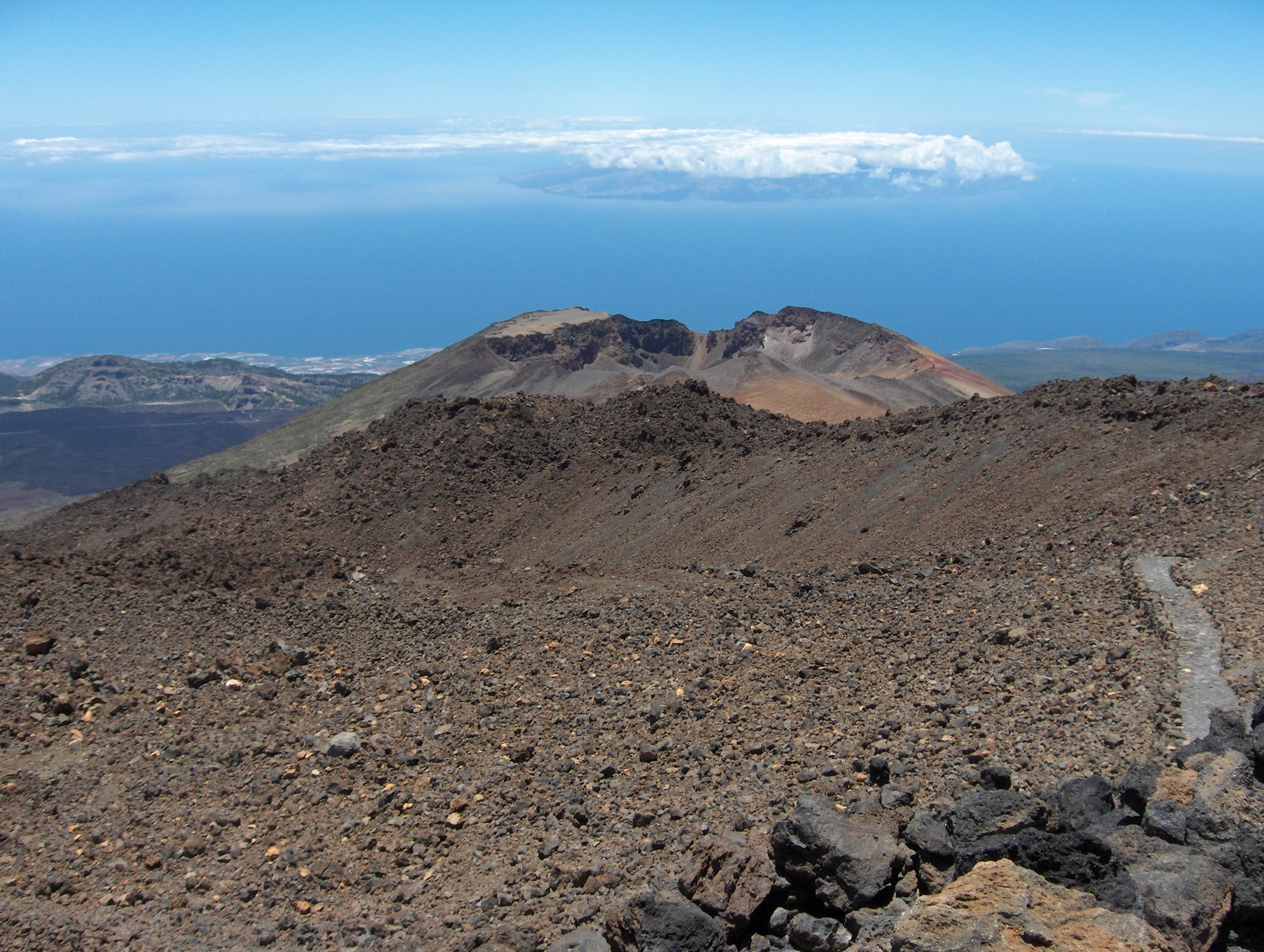
Pico Viejo con la isla de La Gomera al fondo.
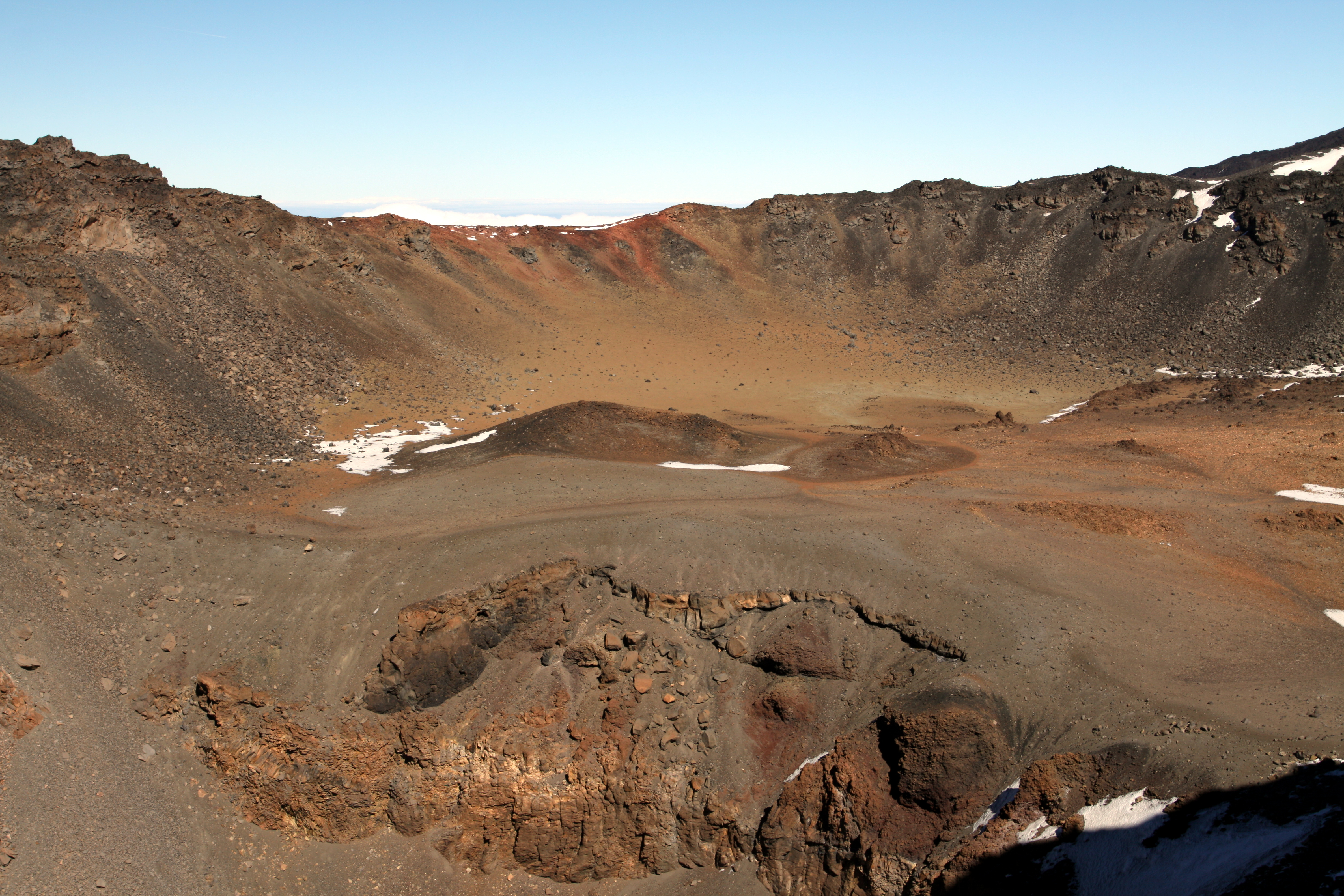
Caldera de Pico Viejo.
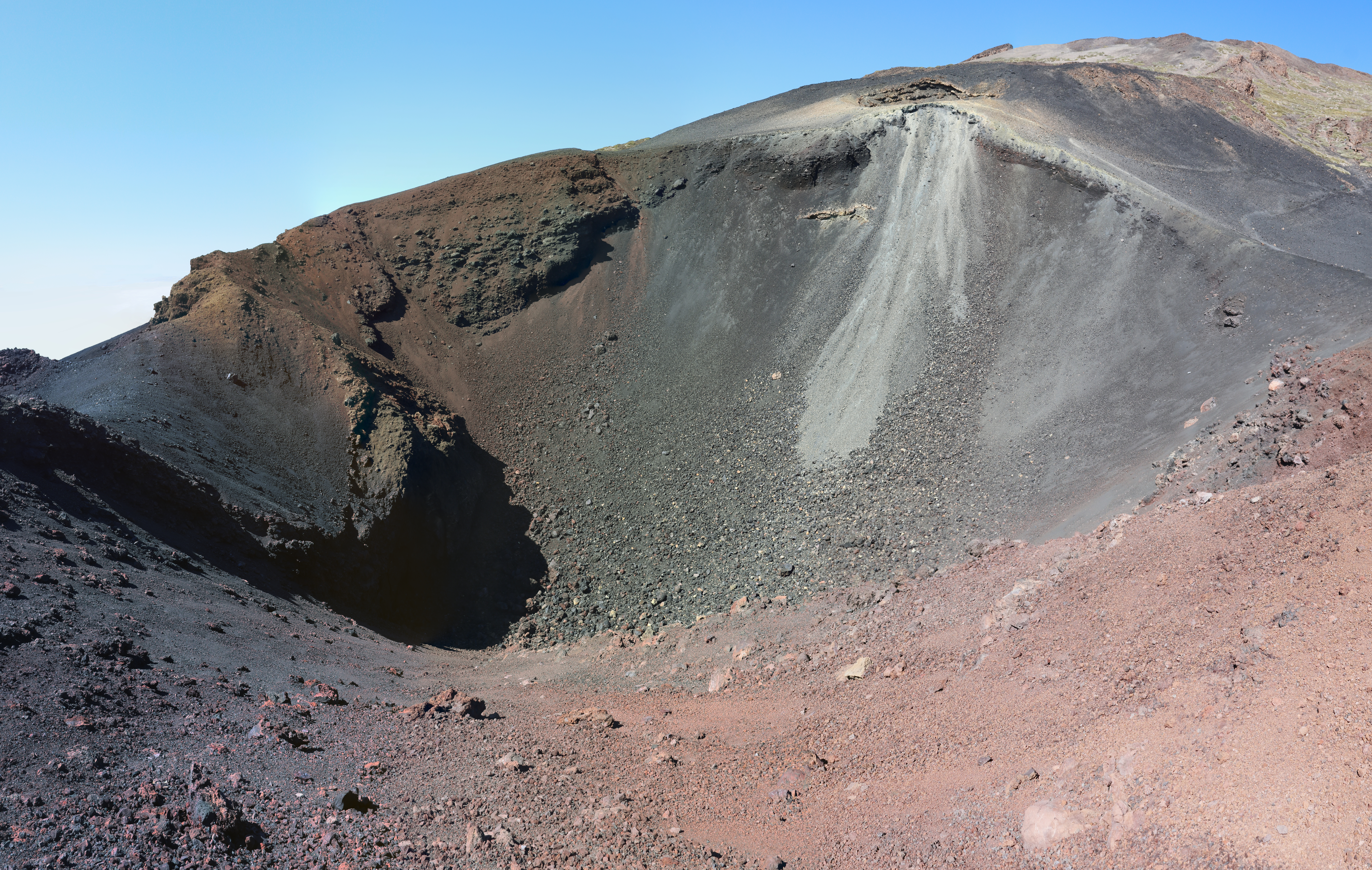
Cráter de las conocidas como Narices del Teide.
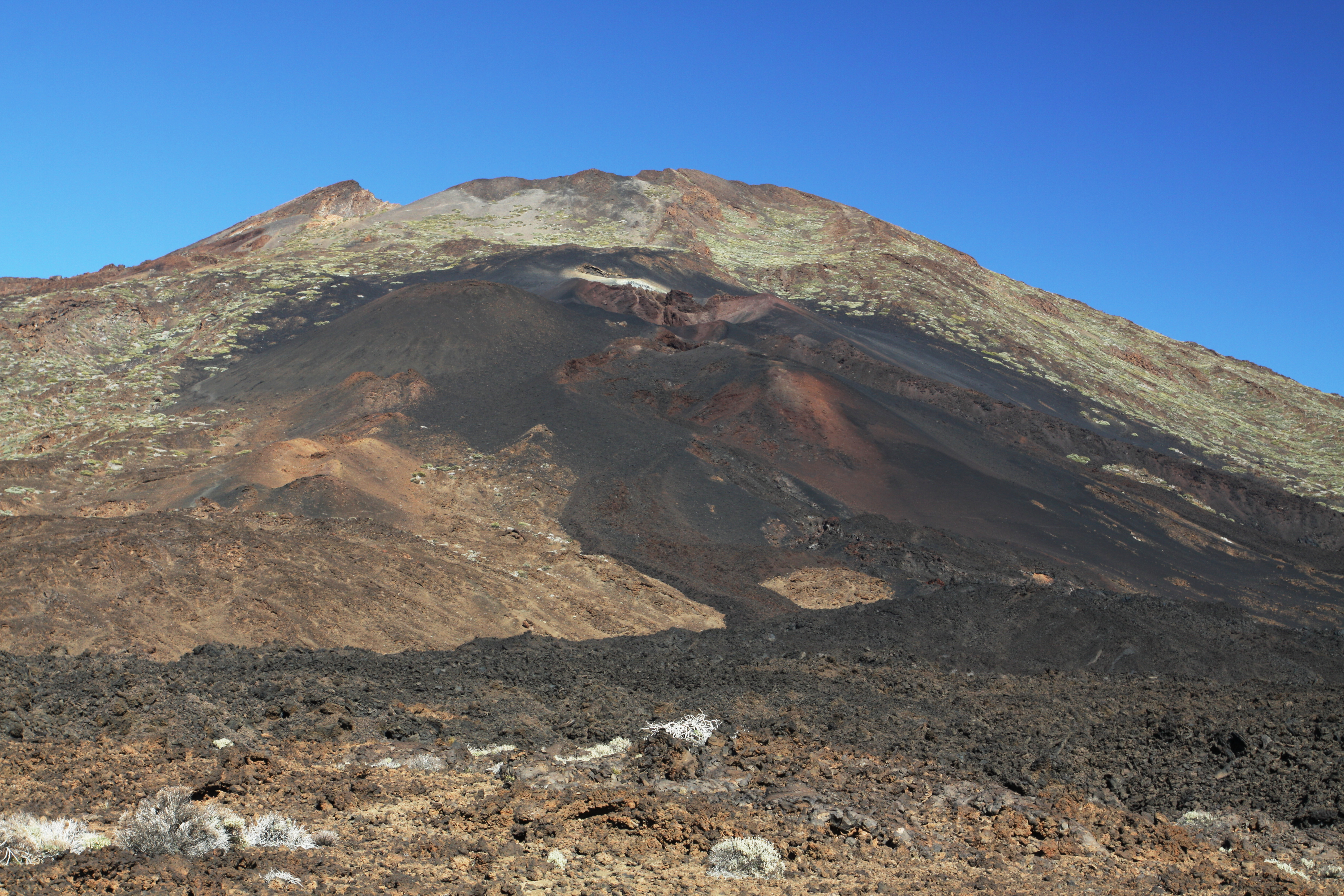
Coladas de la erupción de las Narices del Teide de 1798.